# Lac De Montigny
Lac De Montigny är en sjö i Kanada.   Den ligger i regionen Abitibi-Témiscamingue och provinsen Québec, i den sydöstra delen av landet, 300 km nordväst om huvudstaden Ottawa. Lac De Montigny ligger 291 meter över havet. Arean är 60 kvadratkilometer. Den sträcker sig 12,2 kilometer i nord-sydlig riktning, och 11,1 kilometer i öst-västlig riktning.
I omgivningarna runt Lac De Montigny växer i huvudsak blandskog. Runt Lac De Montigny är det glesbefolkat, med 18 invånare per kvadratkilometer.